# Памятник В. Р. Вильямсу
Па́мятник Васи́лию Ви́льямсу — памятник советскому академику, лауреату Ленинской премии, учёному-почвоведу и агроному Василию Вильямсу. Установлен на территории Сельскохозяйственной академии имени Тимирязева, на месте где ранее располагался храм апостолов Петра и Павла. Памятник выполнен по проекту скульптора Самуила Осиповича Махтина и архитектора Исидора Француза. Открытие состоялось 7 сентября 1947 года. С 1960 года монумент находится под государственной охраной как памятник культуры местного значения..
Скульптура выполнена из бронзы и изображает пожилого учёного в полный рост, опирающегося на небольшую колонну. Статуя помещена на постамент. Он выполнен, согласно одним источникам, из чёрного лабрадора, согласно другим — из гранита. Подножье украшено бронзовым венком из хлебных и кормовых злаков — тех растений, над агрономией которых работал академик.